# Endlicheria boliviensis
Endlicheria boliviensis är en lagerväxtart som beskrevs av André Joseph Guillaume Henri Kostermans. Endlicheria boliviensis ingår i släktet Endlicheria och familjen lagerväxter. Inga underarter finns listade i Catalogue of Life.